# Nederlands kampioenschap halve marathon 2018
Het Nederlands kampioenschap halve marathon 2018 vond plaats op 25 maart 2018. Het was de 27e keer dat de Atletiekunie een wedstrijd organiseerde met als inzet de nationale titel op de halve marathon (21,1 km). De wedstrijd vond plaats in Venlo tijdens het evenement Venloop. De omstandigheden waren gunstig met een zwakke wind en een temperatuur van maximaal 14 graden.
Nederlands kampioen halve marathon bij de mannen werd Bart van Nunen. Hij wist de titel voor de tweede maal te winnen (eerste keer in 2015). Bij de vrouwen won Andrea Deelstra de titel. Ook zij werd voor de tweede keer nationaal kampioene in deze discipline. Eerder won Deelstra in 2012.
In totaal namen 239 atleten deel in verschillende leeftijdscategorieën.

## Uitslagen

### Mannen
| Rang   | Atleet               | Tijd    | Opm.   |
| ------ | -------------------- | ------- | ------ |
| Goud   | Bart van Nunen       | 1:03.50 |        |
| Zilver | Mohamed Ali          | 1:04.42 |        |
| Brons  | Joeri Wolf           | 1:04.52 |        |
| 4      | Edwin de Vries       | 1:05.20 |        |
| 5      | Emmanuel Biwott      | 1:05.21 |        |
| 6      | Gert-Jan Wassink     | 1:05.35 |        |
| 7      | Mike Teekens         | 1:07.25 |        |
| 8      | Christiaan Bosselaar | 1:08.07 | 1e M35 |
| 9      | Gianluca Assorgia    | 1:08.14 |        |
| 10     | Geart Jorritsma      | 1:08.39 |        |

### Vrouwen
| Rang   | Atleet                 | Tijd    | Opm.   |
| ------ | ---------------------- | ------- | ------ |
| Goud   | Andrea Deelstra        | 1:13.58 |        |
| Zilver | Jacelyn Gruppen        | 1:15.51 |        |
| Brons  | Liselotte van den Berg | 1:19.37 | 1e V35 |
| 4      | Ingrid Versteegh       | 1:19.48 | 2e V35 |
| 5      | Eva van Zoonen         | 1:20.30 |        |
| 6      | Lisanne Meuleman       | 1:21.09 |        |
| 7      | Hellen de Vries        | 1:22.52 | 3e V35 |
| 8      | Monique Verschuure     | 1:22.55 | 4e V35 |
| 9      | Marjon de Kok          | 1:24.24 | 1e V40 |
| 10     | Renée Vranken          | 1:25.36 |        |

1992 · 
1993 · 
1994 · 
1995 · 
1996 · 
1997 ·
1998 ·
1999 · 
2000 · 
2001 · 
2002 · 
2003 · 
2004 · 
2005 · 
2006 · 
2007 · 
2008 · 
2009 · 
2010 · 
2011 · 
2012 · 
2013 · 
2014 · 
2015 · 
2016 ·
2017 ·
2018 ·
2019 ·
2022 ·
2023